# Partition (musique)
Pour les articles homonymes, voir Partition.

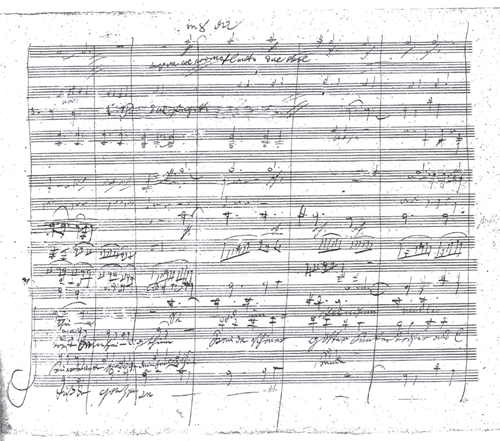
Partition autographe de la Symphonie no 9 en ré mineur, op. 125 (4e mvt.), de Ludwig van Beethoven.

Une partition musicale est un document (en papier, en parchemin, ou en format électronique) qui porte la transcription d'une œuvre musicale. Cette transcription peut être faite avec plusieurs sortes de notations : notation neumatique, notation mesurée, notations plus modernes adaptées à la musique contemporaine.
La partition sert à traduire les quatre caractéristiques du son musical : la hauteur, la durée, l'intensité, et le timbre, ainsi que de leurs combinaisons appelées à former l'ossature de l'œuvre musicale dans son déroulement temporel, à la fois diachronique (succession des instants, ce qui constitue en musique la mélodie) et synchronique (simultanéité des sons, c'est-à-dire l'harmonie).
Le terme est devenu au fil du temps par métonymie, le synonyme de l'œuvre musicale elle-même.

## Histoire
Dans les sources anciennes (du Moyen Âge au XVIIIe siècle environ), le terme de « partition » est plus restrictif. En effet, plusieurs types de documents coexistent :
- le livre de chœur (Chorbuch en allemand, choirbook en anglais), utilisé tant pour le plain-chant que pour la musique polyphonique (surtout sacrée) ;
- les parties séparées (Stimmbuch en allemand, partbook en anglais), dans lesquelles chaque partie vocale ou instrumentale est notée dans un volume séparé (ainsi un recueil de chansons à 4 voix sera imprimé en 4 volumes) ;
- la tablature (Tabulatur en allemand, tablature en anglais), volume unique dans lequel la musique utilise une notation propre à un instrument particulier (luth, guitare, orgue…) ; cette notation consiste à indiquer directement la position des doigts sur l'instrument sans utiliser des portées ;
- la partition (Partitur en allemand, score en anglais), dans laquelle les parties ou voix ont chacune leur propre portée et celles-ci sont superposées), qui se généralise pour les œuvres chorales ou orchestrales à partir du troisième tiers du XVIIe siècle environ, mais pas avant[c] ;
- la partitura, qui est une forme de partition qui doit être jouée au clavier et qui devient ensuite la « partition pour clavier » (avec une portée pour la main gauche, une autre pour la main droite).

L'existence de ces divers types de sources s'explique par des raisons techniques (coût du papier, nécessité de caractères typographiques plus ou moins complexes). De nos jours, le terme de « partition » pour désigner une source musicale s'est généralisé, mais l'emploi de ce terme pour les sources anciennes doit rester prudent.
L'évolution du format des documents va de pair avec l'évolution des techniques de notation de la musique et d'impression musicale. Le livre de musique, plus que les autres livres, doit sa forme, son format et sa manière de présenter le texte aux raisons pratiques pour lesquelles le texte musical est conçu (destiné à un usage en choral, partition monument…) et en raison de caractéristiques techniques et technologiques comme le médium (sur papier, parchemin, soie…).

### IXesiècle–Xesiècle
À partir du IXe siècle, apparaît une espèce d’aide-mémoire visuel pour le vaste répertoire de mélodies grégoriennes. Ces signes sont nommés neuma, et la notation, « notation neumatique ». Ils ont été, en quelque sorte, basés sur les signes diacritiques de la langue écrite. Dans ce répertoire, ils fonctionnent comme une méthode de sténographie musicale. Les plus anciens manuscrits de chant grégorien datent du IXe siècle et sont notés in campo aperto, c’est-à-dire seulement avec les neumes placés au-dessus des syllabes du texte comme indicateurs de hauteur et de rythme. Il existe un nombre très grand de neumes et leur forme peut varier selon la région et le répertoire liturgique (grégorien, hispanique, ambrosien, etc.). En outre, les neumes ou éléments neumatiques simples peuvent être combinés pour former des neumes plus complexes.
Au Xe siècle, les livres de musiques sont faits de parchemin et sont destinés à un usage religieux, ils contiennent le texte pour chanter la messe. À cette époque les notes telles que nous les connaissons n’existaient pas encore. En ce temps les moines chantaient des chants religieux qu’ils devaient apprendre par cœur, ce qui pouvait prendre des dizaines d’années. Pour les moines arrivants, on ajoutait des signes (neumes) sur les livres de musiques à côté des chants écrits. Les livres étaient conçus pour une personne, ce qui présuppose que la personne connaissait déjà ces chansons puisque ce type de livre n'avait qu'une vocation mnémonique. Le moine qui détient ce livre instruit les autres. Ce que la notation de cette époque n'indique pas encore c’est la durée des sons (blanche, noire), c’est le chef du chœur qui conduit la chapelle en indiquant avec des gestes lorsqu'il il faut changer de note ou augmenter l’intensité. C’est une notation encore imparfaite bien que sur certains axes on soit capable de donner des indications expressives.
À la fin du Xe siècle, surgit l’idée d’ajouter une ligne unique sur le manuscrit. Cette nouveauté est, vraisemblablement, apparue au monastère de Corbie, un important centre de plain-chant depuis la période carolingienne. La nouveauté est symboliquement aussi importante que les premiers systèmes d’écriture, car cette ligne est l’embryon qui a généré la portée qu’on connaît aujourd’hui. L’ajout d’autres lignes est issue du manque de précision de greffe une fois que la note était placée loin du trait horizontal.

### XIesiècle–XIIIesiècle

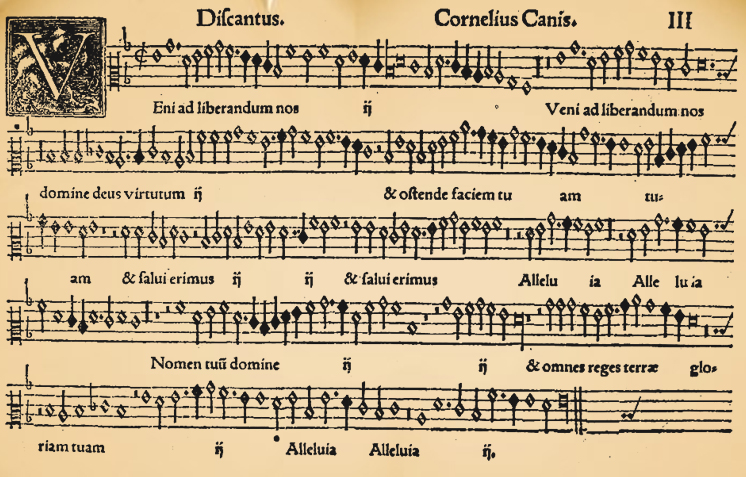
Exemple de notation blanche.

Au XIe siècle, les signes musicaux sont plus étudiés et précis par rapport au passé. L’ajout du trait horizontal sur le manuscrit amène l’apparition de la diastématie, une forme de notation qui spatialise, qui indique la distance entre les notes. Puisque l’écriture musicale s’est développée de façon plus au moins indépendante dans chaque région, les différences et améliorations ont fait affleurer, entre autres, la notation aquitaine. Celle-ci consiste à représenter les notes par des simples points sur une ligne sèche.
Au XIIe siècle, on inscrit les notes sous forme de barres écrites au-dessus du texte chanté. À partir des XIIe et XIIIe siècles la notation devient de plus en plus semblable à des carrés ou des losanges qui sont des premiers essais de notation de rapports de temporalité (mais qui ne sont pas clairement définis). Cette notion de temporalité reste relative, la durée n’est fixée qu’en fonction de la longueur du texte et non en fonction d’un chiffrage. Ce type de notation se fixe de manière définitive entre les XIIIe et XIVe siècles. La longueur des syllabes du texte latin donne celle des notes. Dans la langue latine les voyelles ont des longueurs différentes. Les notes exécutées de manière plus rapide sont indiquées d’un losange et celles plus étendues d’un carré. À partir du XIIe siècle on commence à noter la polyphonie d’une manière improvisée. À partir du XIIe siècle, la musique commence à être composée et notée pour la postérité.
Au XIIIe siècle paraissent les livres appelés « livres de pupitre ». Ce sont des livres de plus grande dimension (celle-ci est d’ailleurs proportionnelle à la dimension de la chapelle, plus la chapelle est grande et plus les livres de pupitres seront grands) pour permettre à tous les choristes une bonne lecture. Les dimensions et le format d’un livre de musique sont toujours liés à la fonction que possède ce livre.
Au XIVe siècle et en petite partie au XIIIe siècle, une mesure du temps est mise en place, il s'agit alors de musique mensurée et polyphonique. Une fois que l'on a différencié les diverses formes que les notes peuvent avoir par rapport à leur longueur et à leur durée, il devient possible de noter la musique polyphonique d'une manière différente des précédentes. La seule manière de permettre aux exécuteurs de savoir comment procéder ensemble était d’adopter un type de notations avec des points de rencontre.
Au XVe siècle, un autre type de notation s’impose : la notation blanche. À la fin du XVe siècle les livres de musique sont exclusivement des livres manuscrits, les textes verbaux deviennent imprimés avec des caractères de types mobiles diffusés très rapidement en Europe.

## Éléments techniques

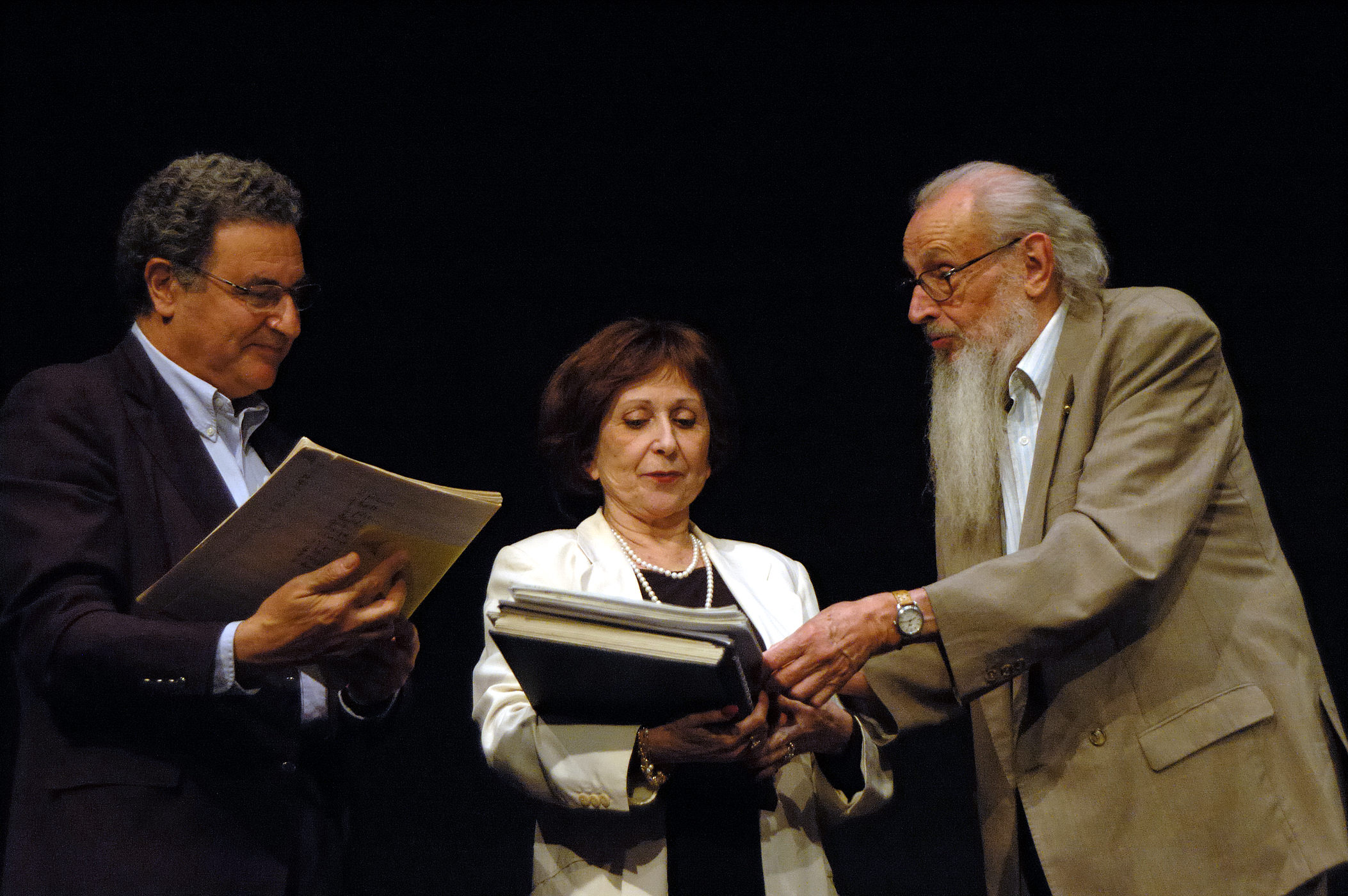
La Cinémathèque française recevant des mains du compositeur Antoine Duhamel quelques-unes de ses partitions autographes, lors de l'ouverture de la rétrospective « Mai 68 » le 4 juin 2008.

Une partition utilise un certain type de notation musicale, celle-ci combinant des signes, des notes, des silences, des nuances, des signes de dynamique, destinés à traduire pour l'interprète l'intention du compositeur.
La partition est donc un des moyens de « transmission » de la musique, et s'oppose en cela à la musique improvisée comme à la musique de tradition orale.
Les partitions ont évolué en fonction de deux facteurs importants :
- la notation musicale utilisée (depuis le XVe siècle, il s'agit essentiellement de la notation mesurée et des tablatures, mais celles-ci ont subi des transformations et des améliorations jusqu'à nos jours) ;
- les techniques, qui sont nombreuses à savoir notamment : la diffusion manuscrite (depuis le Moyen Âge), la typographie musicale (depuis 1500, voir aussi typographie), le pochoir (aux XVIIe et XVIIIe siècles surtout, pour les livres liturgiques), la gravure (depuis le XVIIe siècle en Italie et plus tard en France), la lithographie (depuis la fin du XVIIIe siècle), l'offset (XXe siècle), l'édition numérique, et les mesures.

## Catégories

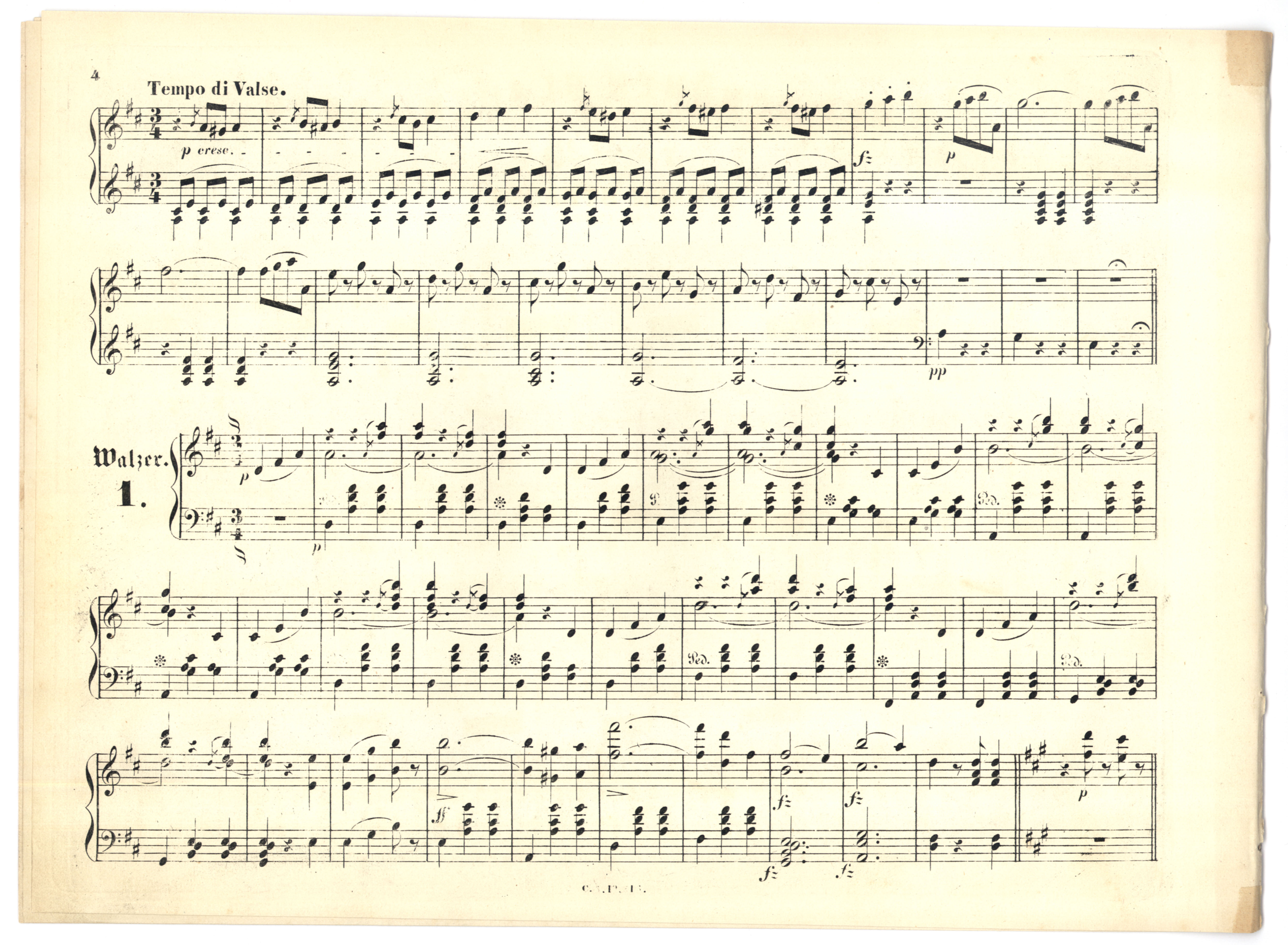
Réduction pour piano du Beau Danube bleu (1866) de Johann Strauss II.

En général, la partition est écrite selon un ensemble de lignes que l'on nomme portée. Une partition peut être écrite pour une seule partie ou davantage. Chaque partie, vocale ou instrumentale, peut, selon le cas, être exécutée par un soliste ou un groupe d'interprètes. La musique classique (au sens large du terme, c'est-à-dire de musique savante occidentale) s'appuie, essentiellement, sur la lecture des partitions.
Des partitions sont utilisées dans d'autres musiques, de manière moins exclusive, et sous des formes plus diversifiées comprenant la lecture de grilles d'accord et de tablatures. Ainsi, si le jazz était à l'origine essentiellement une musique improvisée ou plus exactement non écrite, des musiciens de jazz, notamment ceux des grands ensembles (big bands), ont ensuite utilisé des partitions. Des grilles d'accord sont utilisées pour l'accompagnement de musiques de variété.
Dans les partitions modernes, on distingue généralement :

### La partition (full score)
La partition (full score) contient la totalité des parties ou des voix à exécuter ; elle est en général grande et coûteuse. Elle sert au chef d'orchestre qui dirige les interprètes, ou à l'étude de l'œuvre.

#### Le conducteur (score)
Le conducteur (score) comprend l'ensemble des parties de l'orchestre (une portée par instrument) qui est dans ce sens synonyme de partition ou réduction à quelques portées pour une lecture plus commode permettant au chef d'orchestre d'éviter les tournes trop fréquentes.

### La partition de poche (miniature score,study score)
La partition de poche (miniature score, study score), de coût modéré, permet par exemple d'étudier l'œuvre, mais aussi de la suivre durant son exécution. Il s'agit souvent d'une reproduction réduite de la partition.

### La partie séparée, ou matériel (part)
La partie séparée, ou matériel (part) ne contient que la musique qui sera exécutée par un instrument — ou groupe d'instruments. Une partition peut donc être accompagnée de tout un jeu de parties séparées.

### La réduction
Dans la réduction (pour piano ou pour voix et piano), les parties de l'orchestre sont réduites à une partition pour piano (ou pour piano à quatre mains, ou pour deux pianos). Les parties chantées restent indépendantes. Les premières réductions pour clavier (clavecin, piano-forte, piano…) apparaissent dans le dernier quart du XVIIIe siècle. Elles peuvent notamment être utilisées pour accompagner des danseurs lors de leur entraînement (sans avoir à mobiliser un orchestre complet) ;

### Les partitions utilisées par les choristes
Les partitions utilisées par les choristes dans les oratorios, les œuvres de musique sacrée ou de musique lyrique comprennent, de haut en bas, les parties de solistes (généralement soprano, alto, ténor et basse), les parties du chœur (tutti) comprenant également 4 portées (soprano, alto, ténor et basse) et, en dessous, la réduction pour piano de l'accompagnement orchestral soit 10 portées qui se limitent souvent à 6 en cas d'interventions successives des solistes et du chœur. Exceptionnellement, le nombre de portées des choristes peut atteindre 8 pour des doubles chœurs.

### La tablature
La tablature est destinée à un instrument précis (par exemple la guitare ou l'accordéon diatonique).

### La grille d'accords (chord chart)
La grille d'accords (chord chart) ne précise que la succession des accords indiqués par des lettres (notes dans la codification anglo-saxonne A = la, B = si, etc.), ou nom de la note de solfège (la, si, etc.) suivi d'un M (pour accord Majeur) ou d'un m (pour accord mineur) et généralement d'un chiffre (par exemple 7 pour un accord de septième) parfois d'un deuxième chiffre indiquant un degré supplémentaire dans l'accord.
Ce mode de notation utilisé dans l'accompagnement de guitare, dans le jazz et les musiques actuelles, était en usage pour l'accompagnement de basse continue de la musique baroque et sert aussi dans les études d'harmonie (avec quelques différences de codification suivant les époques, les lieux et les usages).

## Machine à écrire

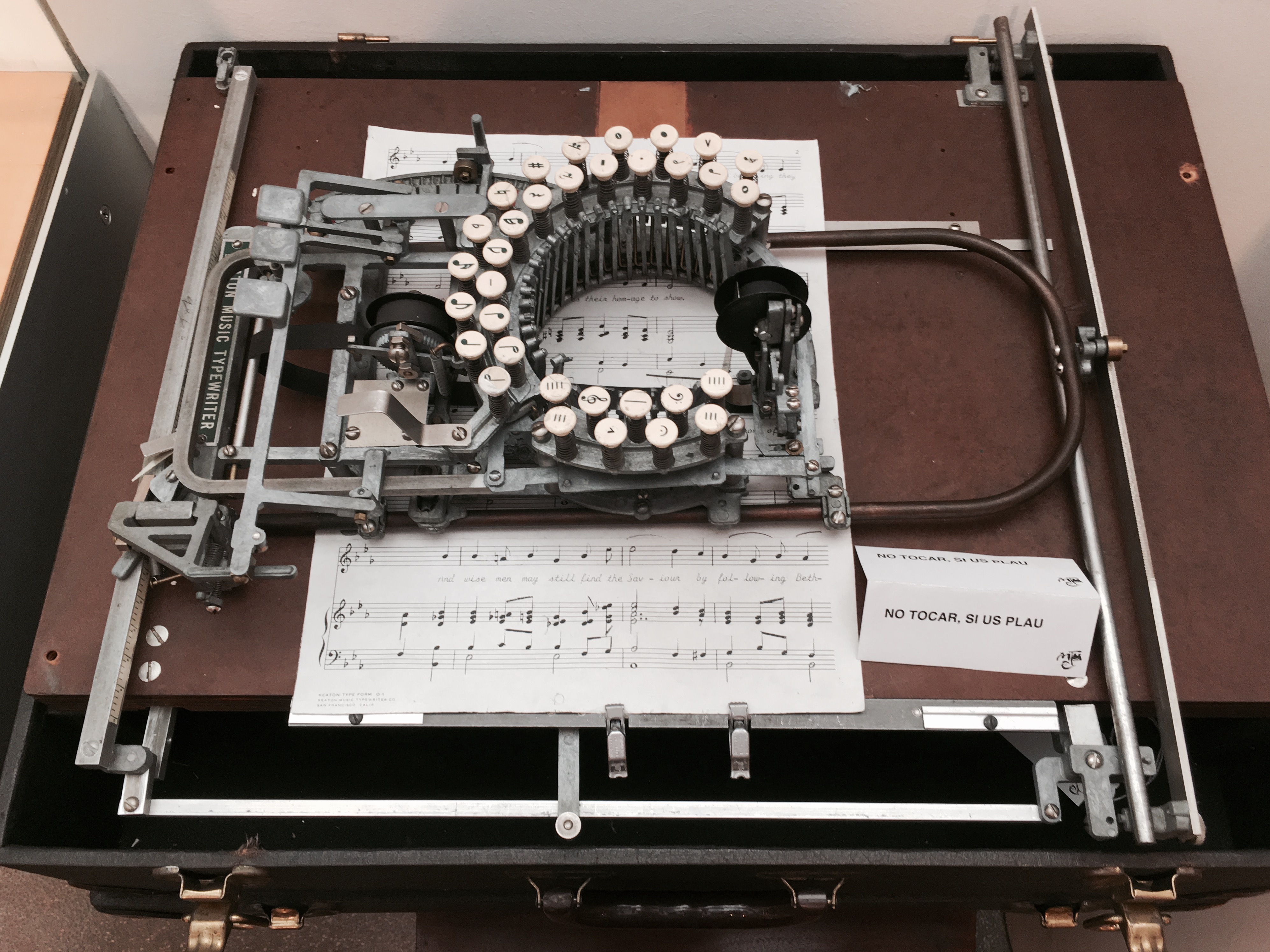
Machine à écrire la musique Keaton Music Typewriter.

Il a existé quelques machines à écrire des partitions de musique dont l'opération était complexe. Parmi les premières, on peut citer la « Keaton Music Typewriter » inventée en 1936 par Robert H. Keaton.